# Cap-Chat
Cap-Chat är en stad (kommun av typen ville) och tidigare tätort (centre de population) i provinsen Québec i Kanada. Den ligger i regionen Gaspésie–Îles-de-la-Madeleine, i den östra delen av landet, 800 km nordost om huvudstaden Ottawa.